# جمعية ناشري المجتمع المتعلم والمهني
جمعية ناشري المجتمع المتعلم والمهني هي جمعية تجارية دولية غير هادفة للربح للناشرين أنشئت في عام 1972 م، وهي أكبر جمعية للناشرين الأكاديميين والمهنيين في العالم حيث تضم ما يقرب من 300 عضوًا في 30 دولة حول العالم.

## جوائز جمعية ناشري المجتمع المتعلم والمهني
تُمنح جوائز جمعية ناشري المجتمع المتعلم والمهني بهدف تشجيع التميز والابتكار في المجالات العلمية والأكاديمية، ويتم الإعلان عن الفائزين بالجائزة في مؤتمر الجمعية السنويّ.

## الدورية
تنشر الجمعيّة تحت إشراف مجتمع النشر العلمي دورية علميّة ربع سنوية تغطي مختلف مجالات النشر العلمي. والدورية متاحة مجانًا لجميع أعضاء جمعية ناشري المجتمع المتعلم والمهني وأعضاء مجتمع النشر العلمي. تم نشر المجلة نيابة عن ALPSP بواسطة Wiley. وهي مجلة مفهرسة ذات مستوى عال وتقدم رؤى محفزة حول تطور النشر الرقميّ. يشغل بيبا سمارت منصب رئيس التحرير الحالي للمجلة، بينما يتولى ليتي كونراد تحرير نسخة المجلة في أمريكا الشمالية.

## الفعاليات
تنظم جمعية ناشري المجتمع المتعلم والمهني سلسلة من الفعاليات والأنشطة التي من بينها ورش العمل التدريبية، والندوات، والندوات عبر شبكة الإنترنت، وغيرها من الأنشطة والفعاليات في المناسبات المختلفة مثل معرض فرانكفورت الدولي للكتاب ومعرض لندن الدولي للكتاب. كما تعقد الجمعية مؤتمرًا سنويًا يستمر لمدة ثلاثة أيام ويجذب المئات من المشاركين من جميع أنحاء العالم.

## وصلات خارجية
الموقع الرسمي لجمعية ناشري المجتمع المتعلم والمهني